# Sopharath Touch

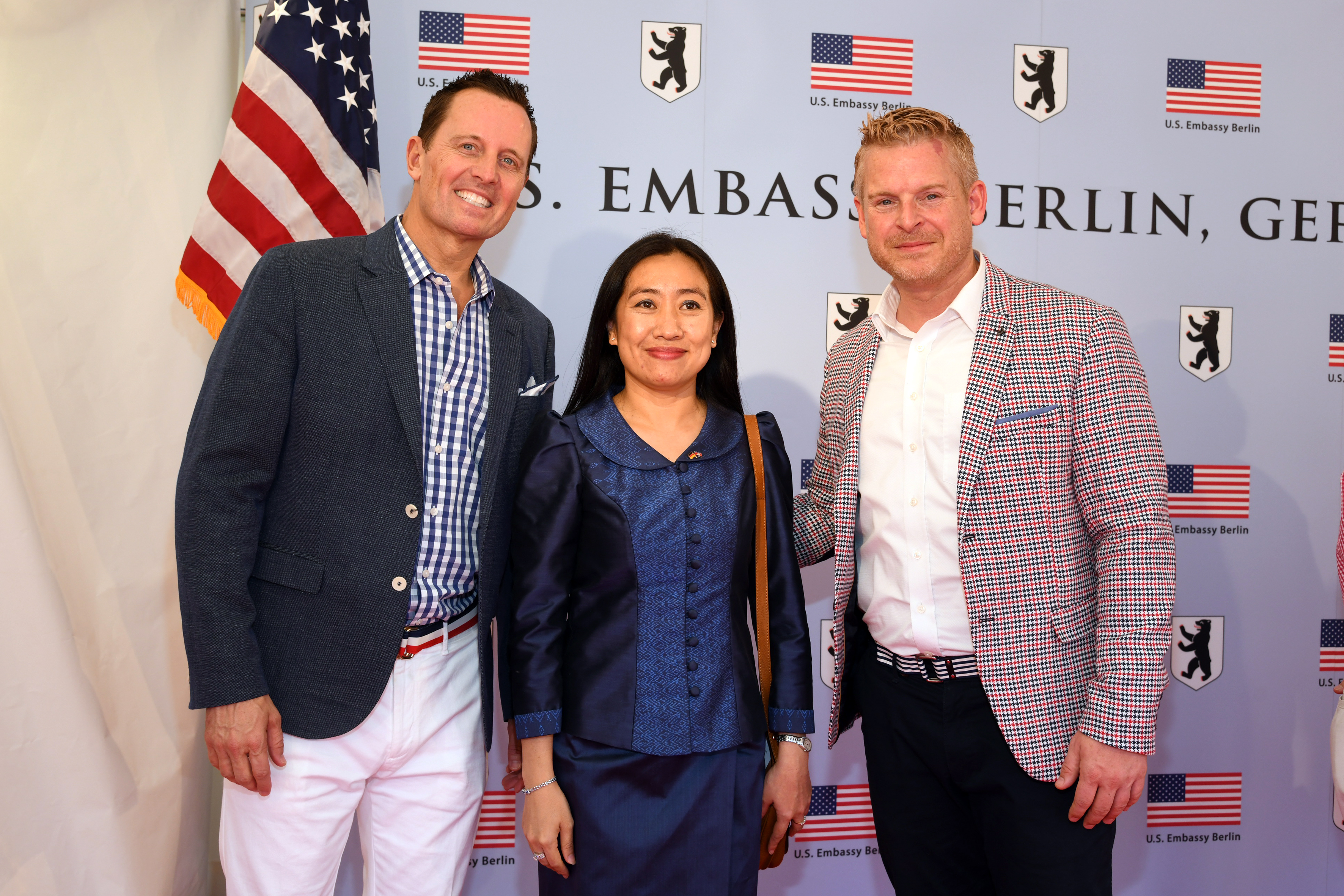
Sopharath Touch mit Richard Grenell (links) und Matt Lashey (2018)

Sopharath Touch (* 27. Dezember 1979) ist eine kambodschanische Diplomatin und Botschafterin. Sie war von Juni 2017 bis 2020 Botschafterin Kambodschas in Berlin.

## Ausbildung und Berufsweg
Sopharath Touch absolvierte bis 2000 ein Bachelorstudium der Rechtswissenschaften an der Norton Universität in Kambodscha. Vier Jahre später erhielt sie ein Diplom in Diplomatie der Königlichen Schule für Verwaltung. Berufsbegleitend bekam sie einen Bachelor in Sozialwissenschaft der University of Cambodia (UC) und einen Master in Internationalen Beziehungen der ANU in Canberra.
Touch trat 2004 beim Ministerium für auswärtige Angelegenheiten und internationale Zusammenarbeit in den diplomatischen Dienst ihres Landes ein. Von 2005 bis 2006 arbeitete sie beim Rat für die Entwicklung Kambodschas (CDC) im Sekretariat der Unterregion Greater Mekong (GMS). Anschließend leitete sie bis 2014 das Büros der Abteilung Internationale Organisationen des Ministeriums für auswärtige Angelegenheiten. Dort wurde sie 2014 stellvertretende und 2016 Direktorin der Abteilung für Kooperation der Staaten am Mekong.
Am 6. Juni 2017 wurde Sopharath Touch zur außerordentlichen und bevollmächtigten Botschafterin von Kambodscha in Deutschland akkreditiert. Als nichtresidierende Botschafterin erhielt sie Nebenakkreditierungen für Polen (27. September 2017), die Slowakei (16. Januar 2018), Slowenien, Tschechien und Ungarn.
Ihre Vorgänger im Amt waren der Botschafter Thai Chun gefolgt vom Geschäftsträger Seyha Peng. Am 20. August 2020 akkreditierte sich mit Savny Phen ihre Nachfolgerin.
Touch spricht Khmer, Englisch und Französisch. Zwei Wochen später nach ihrer Akkreditierung kondolierte sie im Kanzleramt für den verstorbenen ehemaligen Bundeskanzler Helmut Kohl.